# Internet w Polsce
Internet w Polsce – sieć internetowa znajdująca się na terenie Polski i wykorzystywana przez jej mieszkańców. Jej krajowa domena najwyższego poziomu to .pl, ale wykorzystywana jest również domena .eu. W 2020 roku dostęp do internetu posiadało 90,4% gospodarstw domowych oraz 98,6% przedsiębiorstw.
W 2022 roku dostęp do sieci miało 93,3 procent gospodarstw domowych.

## Historia
Pierwsze internetowe łącze analogowe zostało uruchomione 26 września 1990 r. i miało ono prędkość 9600 bit/sek. Instytut Fizyki Jądrowej w Krakowie 19 listopada 1990 roku otrzymał, jako pierwszy w Polsce, adres IP (192.86.14.0), który został mu nadany przez Ministerstwo Obrony USA. 20 listopada 1990 r. z CERN został wysłany pierwszy e-mail do Polski i odebrano go we wspomnianym instytucie z pomocą komputera microVax II.
Przed odkryciem dokumentów potwierdzających pierwsze polskie połączenie internetowe powszechnie przyjmowało się, że to 17 sierpnia 1991 roku z baraku przed Wydziałem Fizyki Uniwersytetu Warszawskiego do Centrum Komputerowego Uniwersytetu w Kopenhadze dotarł pierwszy e-mail wysłany z Polski. Pierwsze komputery z dostępem do internetu znajdowały się w Warszawie, Krakowie, w Toruniu i w Katowicach. Zostały one podłączone do Internetu 20 grudnia 1991 roku. Dostęp do globalnej sieci posiadał Uniwersytet Warszawski, Instytut Fizyki Jądrowej oraz Obserwatorium Astronomiczne. W tym samym dniu Stany Zjednoczone zniosły ograniczenia łączności z Polską (CoCom). Pierwszą firmą, która została podłączona do internetu w Polsce, był ATM.
W 1994 roku w internecie umieszczono stronę internetową rządu. W tym samym roku internet stał się dostępny dla każdego obywatela. Początkowo dostęp do sieci miała tylko NASK i kilka instytucji naukowych w Polsce. Pierwszy portal internetowy autorstwa Polaków zadebiutował w 1995 roku. Była to Wirtualna Polska. W kwietniu 1996 roku Telekomunikacja Polska uruchomiła dostęp anonimowy do internetu przez modemy.
W Polsce prasa uznawała Internet za narzędzie nieprofesjonalne, nieciekawe oraz zbyt kosztowne. Także sami Polacy w latach 90. z niechęcią odnosili się do internetu.

## Dostęp do Internetu
W 2016 roku dostęp do Internetu posiadało 80,4% gospodarstw domowych, w tym 75,7% – szerokopasmowy. Jako główną przyczynę braku posiadania łącza internetowego 70,6% gospodarstw domowych wskazało brak potrzeby korzystania z niego. Wśród przedsiębiorstw 93,7% posiadało dostęp do Internetu, w tym 93,2% – Internet szerokopasmowy. Według danych Ministerstwa Cyfryzacji w 2020 roku każdy Polak będzie miał dostęp do Internetu.
Jako pierwsza w Polsce zainwestowała w tzw. „darmowy internet” podkarpacka gmina Czudec (zasięg 70 procent powierzchni gminy) oraz urząd miasta Rzeszowa (zasięg 60 procent), który dodatkowo stara się o środki z funduszów unijnych na zwiększenie dostępności „darmowego internetu” m.in. budowę sieci WiMAX, by wszyscy mieszkańcy miasta mogli z niego korzystać. Aby oferta operatorów dostarczających internet abonamentowy była nadal atrakcyjna, „darmowy internet” ma mieć obniżone parametry (np. ograniczenia czasowe w dostępie, szybkość przesyłania danych obniżona nawet czterokrotnie).
Według danych Urzędu Komunikacji Elektronicznej, w lipcu 2021 r. 59 proc. Polaków miało dostęp do internetu na poziomie minimum 100 Mb/s. Najwięcej użytkowników miała sieć Orange. Według UKE to 23,4 proc. całego rynku telekomunikacyjnego w Polsce. Drugą największą firmą telekomunikacyjną pod względem usług internetu jest UPC, które ma 15,9 proc. całej grupy odbiorców. Trzecie miejsce zajmuje Vectra. Do niej należy 7,4 proc. rynku.

## Częstotliwość korzystania z Internetu
Według badań GUS w 2015 roku 54% Polaków korzystało z Internetu codziennie lub prawie codziennie, najwięcej w województwie mazowieckim (61%), a najmniej w województwie świętokrzyskim (40%). W 2016 roku co najmniej jeden komputer znajdował się w 80,1% gospodarstw domowych i z roku na rok zwiększa się; w porównaniu z rokiem 2015 wskaźnik ten wzrósł o 2,2 pkt. proc. Z usług e-administracji w 2016 roku korzystało 30,2% osób w wieku 16-74 lat.
W 2018 korzystanie z Internetu w Polsce różni się w zależności od grupy wiekowej, przy czym znacząco wyższe odsetki dotyczą młodszych pokoleń – 100% osób w wieku 18–24 lata i 96% osób w wieku 25–34 lata aktywnie korzysta z Internetu. Jednakże występuje wyraźna luka cyfrowa, ponieważ jedynie 25% osób w wieku 65 lat i starszych jest podłączonych do sieci.
Ponadto dane pokazują, że 58,5% populacji w Polsce aktywnie korzysta z platform e-administracji, uzyskując dostęp do różnorodnych zasobów online i usług publicznych.
W sierpniu 2020 roku z Internetu w Polsce korzystało już 27,2 mln osób, przy czym większość na urządzeniach mobilnych. Według badania Mediapanel PBI, będącego standardem badania polskiego internetu, uznawanego przez domy mediowe i największych wydawców, w czerwcu 2023 roku liczba użytkowników internetu w Polsce wzrosła do 29,6 mln tzw. realnych użytkowników miesięcznie.

## Rodzaje dostępu do Internetu
Szerokopasmowe łącza ADSL, sieci telewizji kablowej, bezprzewodowe połączenia w sieci 3G i 4G to najczęstsze sposoby masowego dostarczenia Internetu. Alternatywą dla tych sieci i miejsc, gdzie nie dociera kabel jest Internet stacjonarny przez satelitę, który jako jedyny nie korzysta z sieci naziemnej. Internet stacjonarny przez satelitę jest dostępny w każdym miejscu w Polsce. Coraz większą popularność zyskuje internet światłowodowy i 5G. Nadal dostępny jest dostęp do sieci poprzez modem telefoniczny.